# Agathosma dielsiana
Agathosma dielsiana är en vinruteväxtart som beskrevs av Schlechter och Dümmer. Agathosma dielsiana ingår i släktet Agathosma och familjen vinruteväxter. Inga underarter finns listade i Catalogue of Life.